# Кубок Латвії з футболу 2011—2012
Кубок Латвії з футболу 2011–2012 — 70-й розіграш кубкового футбольного турніру в Латвії. Титул ввосьме здобув Сконто.

## Перший раунд
За результатами жеребкування Зеліс (Гулбене) проходить до наступного раунду.
| Команда 1         | Рахунок | Команда 2               |
| ----------------- | ------- | ----------------------- |
| 29 травня 2011    |         |                         |
| Олайне (3)        | 0:1     | Ієцава (3)              |
| 1 червня 2011     |         |                         |
| Сігулда (3)       | 0:1     | Албертс (Рига) (3)      |
| Ерглі (4)         | 0:3     | Авантіс (Рига) (3)      |
| 4 червня 2011     |         |                         |
| Плявіняс ДМ (3)   | 1:3     | Кварцс (Мадона) (3)     |
| Алускне (4)       | 2:0     | Стайцелес Бебрі (3)     |
| Айзраукле (4)     | -:+     | Смілтене (3)            |
| 5 червня 2011     |         |                         |
| Кекава (3)        | 0:1     | Гробиня (3)             |
| Упесціємс (3)     | 2:1     | Ауструмі/Балву Вікі (3) |
| Єшлава/Януеши (4) | 3:4     | КФЦ/ТБ (4)              |
| 6 червня 2011     |         |                         |
| Добеле (3)        | 0:1     | Марупе (3)              |
| Озолнієкі (3)     | 4:0     | Мерсрагс (3)            |

## Другий раунд
| Команда 1          | Рахунок | Команда 2           |
| ------------------ | ------- | ------------------- |
| 14 червня 2011     |         |                     |
| Албертс (Рига) (3) | 2:6 дч  | Озолнієкі (3)       |
| 18 червня 2011     |         |                     |
| КФЦ/ТБ (4)         | 1:6     | Кварцс (Мадона) (3) |
| 19 червня 2011     |         |                     |
| Алускне (4)        | 0:3     | Упесціємс (3)       |
| Марупе (3)         | 1:3     | Зеліс (Гулбене) (3) |
| 20 червня 2011     |         |                     |
| Авантіс (Рига) (3) | 0:3     | Ієцава (3)          |
| 21 червня 2011     |         |                     |
| Гробиня (3)        | +:-     | Смілтене (3)        |

## Третій раунд
| Команда 1                  | Рахунок         | Команда 2           |
| -------------------------- | --------------- | ------------------- |
| 1 липня 2011               |                 |                     |
| Зеліс (Гулбене) (3)        | 0:12            | РФШ (Рига) (2)      |
| 6 липня 2011               |                 |                     |
| Тукумс 2000 (2)            | 2:0             | Ауда (2)            |
| 7 липня 2011               |                 |                     |
| Озолнієкі (3)              | 4:1             | Упесціємс (3)       |
| 13 липня 2011              |                 |                     |
| МЕТТА/Латвійський ун-т (3) | 3:1             | БФК Даугава (2)     |
| 14 липня 2011              |                 |                     |
| Спартакс (2)               | 5:0             | Ієцава (3)          |
| 15 липня 2011              |                 |                     |
| Огре (2)                   | 0:4             | Валміера (2)        |
| 16 липня 2011              |                 |                     |
| Гробиня (3)                | 0:0 дч пен. 2:4 | Кварцс (Мадона) (3) |
| 17 липня 2011              |                 |                     |
| Варавіскне (2)             | 2:0             | Резекне (2)         |

## Четвертий раунд
| Команда 1     | Рахунок | Команда 2       |
| ------------- | ------- | --------------- |
| 17 липня 2011 |         |                 |
| Озолнієкі (3) | 0:3     | Тукумс 2000 (2) |

## 1/8 фіналу
| Команда 1                  | Рахунок | Команда 2            |
| -------------------------- | ------- | -------------------- |
| 30 липня 2011              |         |                      |
| МЕТТА/Латвійський ун-т (3) | 0:3     | Юрмала               |
| РФШ (Рига) (2)             | 0:2     | Сконто               |
| 31 липня 2011              |         |                      |
| Кварцс (Мадона) (3)        | 0:11    | Даугава (Даугавпілс) |
| Варавіскне (2)             | 1:3     | Металургс (Лієпая)   |
| Спартакс (2)               | 1:2     | Вентспілс            |
| Валміера (2)               | 1:3 дч  | Гулбене 2005         |
| Тукумс 2000 (2)            | 0:4     | Юрмала-ВВ            |
| Єлгава                     | 4:1     | Олімпс               |

## Чвертьфінали
| Команда 1          | Рахунок | Команда 2            |
| ------------------ | ------- | -------------------- |
| 17 березня 2012    |         |                      |
| Металургс (Лієпая) | 1:0     | Даугава (Даугавпілс) |
| 18 березня 2012    |         |                      |
| Юрмала-ВВ          | 1:3     | Гулбене 2005         |
| Єлгава             | 2:1 дч  | Вентспілс            |
| Юрмала             | 0:1     | Сконто               |

## Півфінали
| Команда 1      | Рахунок | Команда 2          |
| -------------- | ------- | ------------------ |
| 11 квітня 2012 |         |                    |
| Єлгава         | 1:4     | Металургс (Лієпая) |
| Гулбене 2005   | 0:1     | Сконто             |

## Фінал
| 12 травня 2012 16:00 (CET) |

| Сконто     | 1:1 дч   | Металургс (Лієпая) |
| ---------- | -------- | ------------------ |
| Шабала 55' | Протокол | Камеш 75'          |

| Стадіон «Даугава», Лієпая Глядачів: 2 731 Арбітр: Вадімс Директоренко |

|                                                           |     | Пенальті                                               |  |
| Синельниковс · Синіцинс · Петерсонс · Фертовс · Амірханов | 4:3 | Солоніцинс · Сурнінс · Клява · Кряукліс · Прохоренковс |  |